# すめらぎ琥珀
すめらぎ琥珀（すめらぎ こはく、4月29日 - ）は、フリーの原画家、イラストレーターである。 佐賀県出身、東京都在住。血液型はA型。成人向け作品を中心に活動。

## 人物
- うまい棒、カレー、明太子が好物。
- 主にPC用アダルトゲームの原画家、イラストレーターとして活動。商業作品の漫画も手掛け、同人活動も行っている。
- アダルトゲーム作品では、少女よりも成人女性が中心となる作品を手掛けることが多く、自身のサイトでも「好きなおっぱい：年上」と記載している。

## 作品
アダルトゲーム（全て原画・キャラクターデザイン）
- 人妻♪かすみさん 〜母娘と共同性活〜 （Tinkerbell、2003年7月18日）
- 人妻♪かすみさん2 （Tinkerbell、2004年10月15日）
- つま恋。 （H++、2006年1月27日）
- ドキドキ母娘レッスン 〜教えて♪Hなお勉強〜 （Tinkerbell、2006年4月14日）
- 連鎖病棟 （Selen、2006年9月1日）
- 咲き乱れ （CALIGULA、2007年12月14日）
- 輪姦倶楽部 （ANIME LiLiTH、2008年3月21日）
- 姉SUMMER! （あるてみす。、2008年8月15日）
- LILITH-ISM03 〜IFストーリー〜 （LiLiTH、2008年12月22日）
- 茉莉子さん家の性事情 （ういろうそふと、2009年3月27日）
- お姉さん☆孕みっくす （LiLiTH、2009年4月3日）
- ビーチクビーチ （CLOCKUP、2009年6月26日）
- 姉SUMMER!2 （あるてみす。、2009年8月14日）
- もっと 姉、ちゃんとしようよっ! （きゃんでぃそふと、2010年7月30日）
- 姉婚 （あるてみす。、2010年8月14日）
- かがち様お慰め奉ります〜寝取られ村淫夜噺〜（ORC SOFT、2012年8月10日）
- ガンナイトガール （きゃんでぃそふと、2012年12月21日）
- ガチンコ！ビッチクラブ （わるきゅ〜れ、2014年9月26日）
- なないろリンカネーション （シルキーズプラス、2014年9月26日）
- ましゅまろ☆いもうと☆さっきゅばす☆ （DWARFSOFT、2015年7月24日）
- あけいろ怪奇譚 （シルキーズプラス、2016年3月25日）
- 色情教団 （DWARFSOFT、2017年12月1日）
- セクフレ幼馴染 〜処女と童貞は恥ずかしいってみんなが言うから〜 （ORCSOFT、2019年6月1日）
- MUSICUS! （OVERDRIVE、2019年12月20日）
- 同級生リメイク （FANZA GAMES、2021年2月26日）
- イクイク♡サキュバス再教育 〜落第淫魔の交姦留学日誌〜 （DWARFSOFT、2021年3月6日）
- ガチンコ! ビッチクラブ センセーション （わるきゅ〜れ、2021年7月21日）
- 同級生2リメイク （FG REMAKE、2024年6月28日）

一般ゲーム
- 月英学園 -kou- （アークシステムワークス、2013年10月29日） - 原画
- Side Kicks! （文化放送エクステンド、2017年3月23日） - 原画、キャラクターデザイン
- BUSTAFELLOWS（文化放送エクステンド、2019年12月19日） - 原画、キャラクターデザイン
- 同級生リメイクCSver （DG REMAKE、2024年4月28日） - 原画
- 新宿葬命 （ジー・モード、2024年5月24日） - 原画、キャラクターデザイン

漫画（単行本）
- MILK-ISM （「ミルキズム」、フランス書院、2004年10月29日）
- Sweet3 Room （「スイート・スイート・スイート・ルーム」、フランス書院、2006年9月1日）
- 君は『ドラゴンズクラウン』を楽しむための3つの巻物を開いた （KADOKAWA、2014年3月24日）
- マガツバライ （light、2022年1月27日）

画集
- L.L.CANDY 〜すめらぎ琥珀×CandySoft アートワークス〜 （ワニマガジン社、2013年5月21日）
- すめらぎ琥珀画集 L.L.peach（一迅社、2013年7月30日）

アニメ関連
- アマガミSS+ plus - 第10話提供バック
- だから僕は、Hができない。 - 第5話エンドカード
- BLAZBLUE ALTER MEMORY - 第8話エンドカード
- デンキ街の本屋さん - 第10話エンドカード

その他
- 白薔薇学園奴隷学級 （著／白銀純、イーグルパブリシング、2004年7月23日） - 小説挿絵
- 少年テングサのしょっぱい呪文 （著／牧野修、アスキー・メディアワークス、2009年10月10日） - 小説挿絵
- アマガミ -Various Artists- 5 （エンターブレイン、2010年12月24日） - 裏表紙（一般向けコミックス）
- アマガミ -Various Artists- 6 （エンターブレイン、2012年2月25日） - 表紙（一般向けコミックス）
- 禁忌アンソロジー feroce（エンターブレイン、2012年10月25日） - 漫画
- 真跡示録：エキゾチック・マァトリクス（著／貴島吉志、ポークチェック、2013年1月4日）- 小説挿絵
- ヴァンパイアリザレクションオフィシャルアンソロジーコミック （カプコン、2013年3月14日） - 表紙（一般向けコミックス）
- バトルスピリッツ  - 双星の歌姫ライラ姉妹（バンダイ、2015年2月14日） - イラスト
- 刀剣乱舞-ONLINE-コミックアンソロジー 〜ヒバナ散らせ、刀剣男士〜（小学館、2015年10月7日） - 漫画
- 朗読劇 レスティリズム-L'asterisme-（2018年） - キャラクターデザイン
- アイショタ idol show time （2019年）- キャラクターデザイン